# Acacia ciliata
Acacia ciliata é uma espécie de leguminosa do gênero Acacia, pertencente à família Fabaceae.